# Alaşehir
Pour les articles homonymes, voir Philadelphie.
Alaşehir ou Alachehr (en turc : Alaşehir / Âlâ-Şehir, très bonne ville), est un chef-lieu de district de la ville de la province de Manisa en
Turquie, située en Anatolie.
C'est une des premières villes à avoir porté le nom de Philadelphie.
Fondée en -189 par le roi Eumène II de Pergame (197-160 av. J.-C.), qui la nomma par affection pour son frère (et successeur) Attale II (159-138 av. J.-C.), à qui la loyauté avait valu le surnom de Philadelphos (Philadephe), c’est-à-dire celui qui aime son frère.
La ville est connue pour être le site de l'une des sept Églises d'Asie citées dans l'Apocalypse. Elle est le siège d'un ancien évêché.

## Les Hospitaliers
Dernière enclave byzantine en Asie Mineure, la ville est contrôlée par l'ordre de Saint-Jean de Jérusalem jusqu’en 1390 puis est annexée en 1391 par Bayezid. Tamerlan la conquiert en 1402.

## Galerie de photos

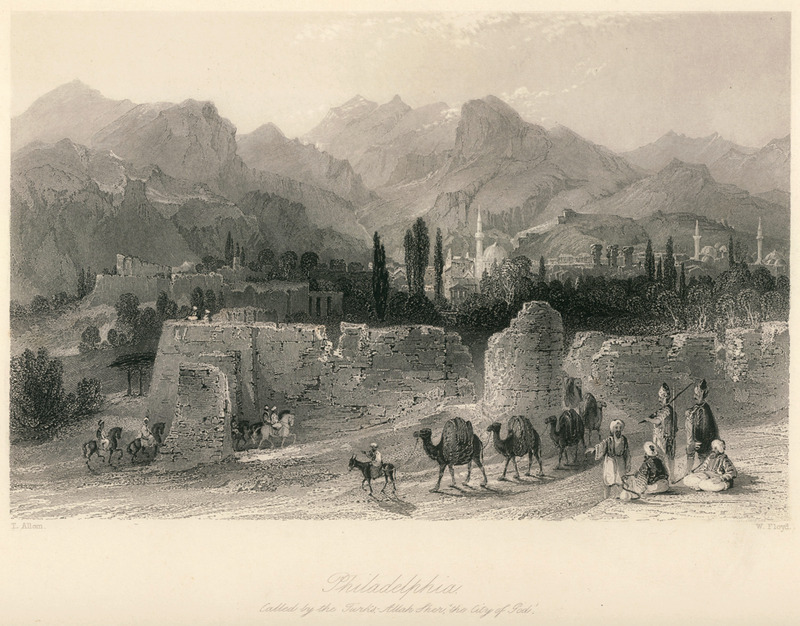
Gravure de 1836
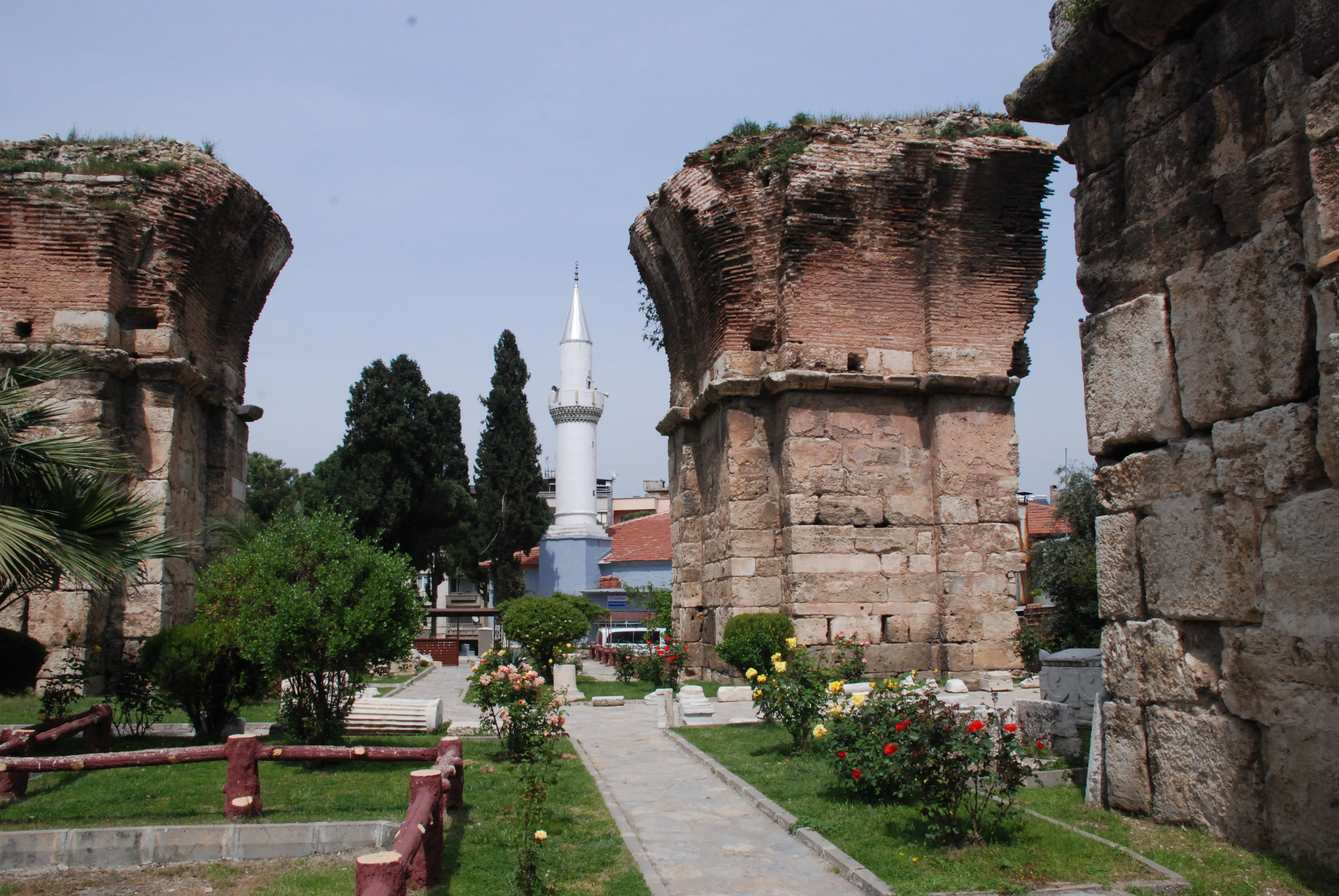
Église Saint-Jean
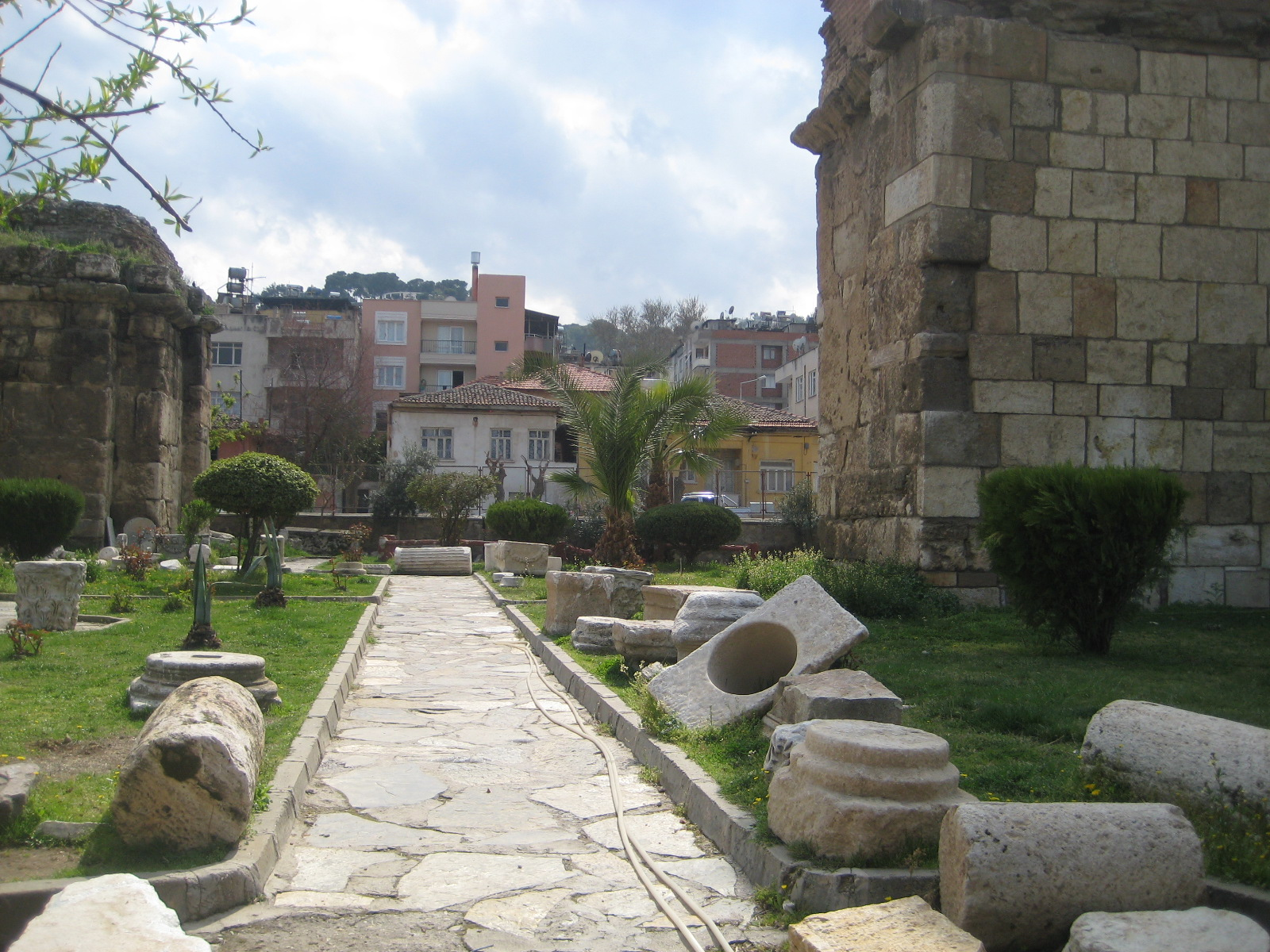
Église Saint-Jean
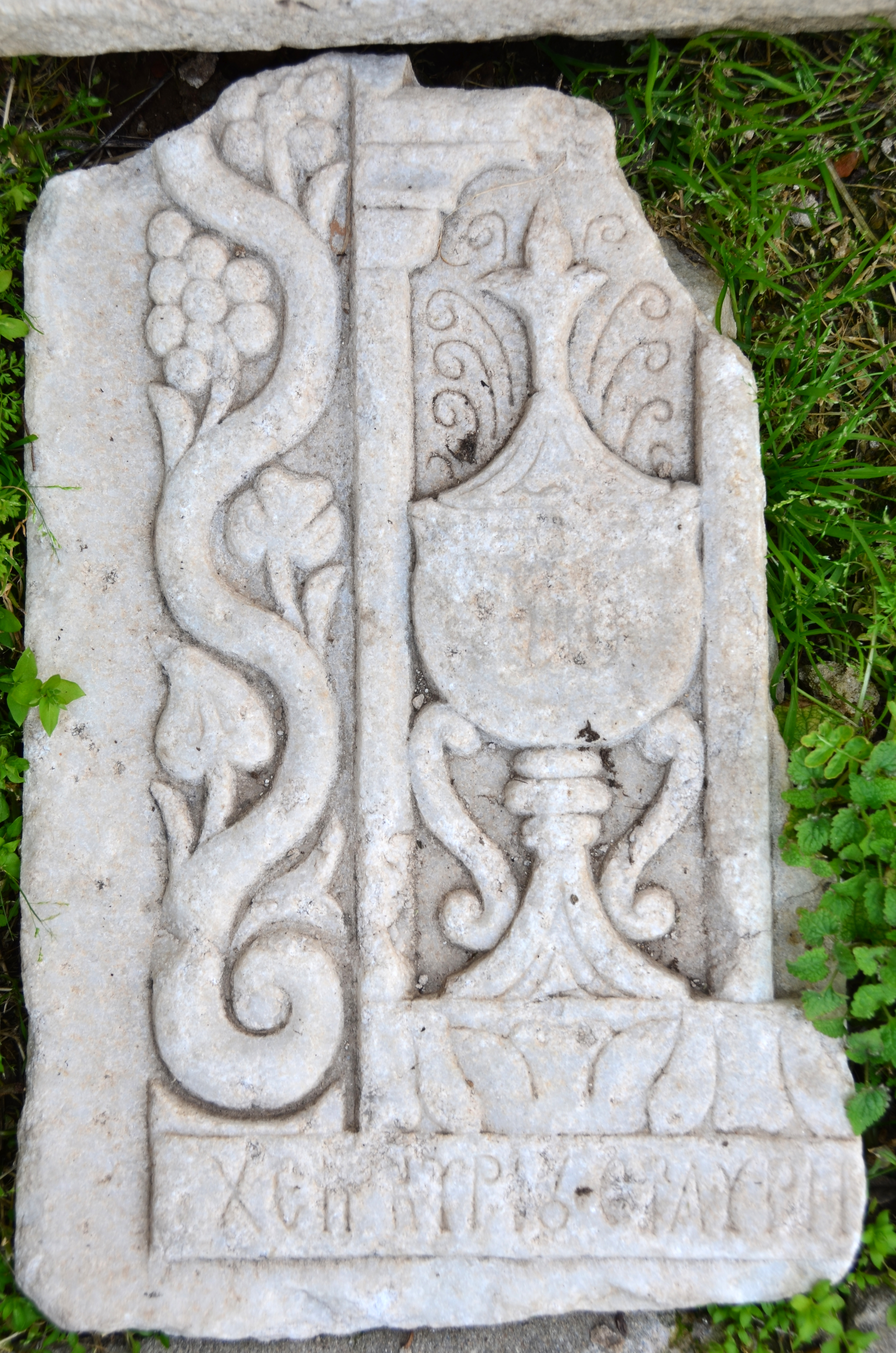
Église Saint-Jean